# Coupe de Luxembourg 1969-1970
La Coppa di Lussemburgo 1969-1970 è stata la 45ª edizione della coppa nazionale lussemburghese disputata tra il 7 settembre 1969 e il 23 maggio 1970 e conclusa con la vittoria dell'Union Luxembourg, al suo sesto titolo.

## Formula
Eliminazione diretta in gara unica.

### Turno di qualificazione
| Squadra 1                   | Risultato   | Squadra 2                   |
| --------------------------- | ----------- | --------------------------- |
| 7 settembre 1969            |             |                             |
| Alisontia Steinsel          | 3 − 5 (dts) | Beyren                      |
| Arantia Berdorf             | 5 − 0       | Folschette                  |
| Avenir Flaxweiler           | 2 − 1       | Bous                        |
| Etoile Sportive Schouweiler | 2 − 4       | Amis des Sports Schifflange |
| Hamm 37                     | 3 − 2       | Etoile Sportive Clemency    |
| Harlange                    | 9 − 0       | Tarwat Tarchamps            |
| Hosingen                    | 1 − 4       | Boevange/Attert             |
| Jeunesse Gilsdorf           | 2 − 5       | Atert Bissen                |
| Kischpelt Wilwerwiltz       | 1 − 2       | Racing Troisvierges         |
| Mansfeldia Clausen          | 5 − 0       | Steinfort                   |
| Old Boys Consdorf           | 8 − 1       | Alzetta Cruchten            |
| Olympique Eischen           | 0 − 3       | Jeunesse Biwer              |
| Progrès Grund               | 2 − 1       | Munsbach                    |
| Red Boys Aspelt             | 8 − 0       | Ehlerange                   |
| Résidence Walferdange       | 0 − 2       | UNA Strassen                |
| Sandweiler                  | 4 − 1       | Remich                      |
| Sporting Bertrange          | 4 − 0       | Les Aiglons Dalheim         |
| Yellow Boys Weiler-la-Tour  | 6 − 0       | Iska Boys Simmern           |

### 1º Turno preliminare
| Squadra 1                  | Risultato   | Squadra 2                            |
| -------------------------- | ----------- | ------------------------------------ |
| 14 settembre 1969          |             |                                      |
| Arantia Berdorf            | 2 − 1       | Boevange/Attert                      |
| Beyren                     | 2 − 7       | Vinesca Ehnen                        |
| Blo-Weiss Itzig            | 1 − 2       | Avenir Flaxweiler                    |
| Blo-Weiss Madernach        | 1 − 2       | Lorentzweiler                        |
| Claravallis Clervaux       | 6 − 1       | Sporting Beckerich                   |
| Colmar-Berg                | 3 − 3 (dts) | Jeunesse 07 Kayl                     |
| Hamm 37                    | 0 − 1       | Titus Lamadelaine                    |
| Hostert                    | 7 − 6 (dts) | Sandweiler                           |
| Jeunesse Biwer             | 8 − 2       | Red Boys Aspelt                      |
| Jeunesse Hautcharage       | 7 − 3       | Tricolore Gasperich                  |
| Jeunesse Junglinster       | 2 − 3 (dts) | Minerva Lintgen                      |
| Jeunesse Koerich           | 1 − 2       | Sporting Bertrange                   |
| Jeunesse Useldange         | 0 − 3       | Les Montagnards Weiswampach          |
| Kopstal 33                 | 3 − 5       | Blue Boys Muhlenbach                 |
| Les Ardoisiers Perlé       | 2 − 3       | Harlange                             |
| Mertert                    | 7 − 3       | Mondercange                          |
| Minière Lasauvage          | 2 − 0       | US Bascharage                        |
| Noertzange                 | 0 − 4       | Mansfeldia Clausen                   |
| Old Boys Consdorf          | 2 − 1       | Victoria Rosport                     |
| Progrès Grund              | 3 − 2       | AS Luxembourg                        |
| Racing Troisvierges        | 2 − 0       | Atert Bissen                         |
| Rambrouch                  | 0 − 8       | Gold a Ro't Wiltz                    |
| Reisdorf                   | 4 − 2       | Template:Calcio Blo-Giel Hupperdange |
| Swift Hesperange           | 3 − 1       | Hobscheid                            |
| Syra Mensdorf              | 7 − 2       | Amis des Sports Schifflange          |
| UNA Strassen               | 0 − 2 (dts) | Sanem                                |
| US Niederwiltz             | 7 − 2       | Pratzerthal                          |
| Yellow Boys Weiler-la-Tour | 1 − 1 (dts) | Mamer 32                             |

### 2º Turno preliminare
| Squadra 1                   | Risultato   | Squadra 2            |
| --------------------------- | ----------- | -------------------- |
| 21 settembre 1969           |             |                      |
| Arantia Berdorf             | 4 − 2 (dts) | Minerva Lintgen      |
| Blue Boys Muhlenbach        | 9 − 0       | Progrès Grund        |
| Gold a Ro't Wiltz           | 4 − 2 (dts) | US Niederwiltz       |
| Hostert                     | 7 − 2       | Lorentzweiler        |
| Jeunesse 07 Kayl            | 0 − 0 (dts) | Mertert              |
| Jeunesse Biwer              | 2 − 0       | Minière Lasauvage    |
| Jeunesse Hautcharage        | 4 − 1       | Vinesca Ehnen        |
| Les Montagnards Weiswampach | 0 − 0 (dts) | Harlange             |
| Mansfeldia Clausen          | 2 − 1 (dts) | Sporting Bertrange   |
| Racing Troisvierges         | 5 − 4       | Claravallis Clervaux |
| Reisdorf                    | 0 − 1       | Old Boys Consdorf    |
| Swift Hesperange            | 4 − 3       | Avenir Flaxweiler    |
| Syra Mensdorf               | 2 − 4 (dts) | Mamer 32             |
| Titus Lamadelaine           | 0 − 0 (dts) | Sanem                |

### 3º Turno preliminare
•Entrano in lizza le squadre di Éirepromotioun e di 1.Division.
| Squadra 1                   | Risultato   | Squadra 2              |
| --------------------------- | ----------- | ---------------------- |
| 5 ottobre 1969              |             |                        |
| Blue Boys Muhlenbach        | 3 − 1       | Egalité Weimerskirch   |
| Differdange                 | 1 − 2       | Sporting Bettembourg   |
| Etzella Ettelbruck          | 5 − 2       | Mansfeldia Clausen     |
| Gold a Ro't Wiltz           | 9 − 0       | Marisca Mersch         |
| Grevenmacher                | 5 − 0       | Swift Hesperange       |
| Jeunesse Hautcharage        | 4 − 1       | CS Hollerich           |
| Jeunesse Schieren           | 3 − 0       | Template:Calcio Mar 32 |
| Jeunesse Wasserbillig       | 2 − 1       | Chiers Rodange         |
| Koeppchen Wormeldange       | 4 − 3       | Alliance Dudelange     |
| Les Montagnards Weiswampach | 0 − 1       | Fola Esch              |
| Mertert                     | 2 − 0       | Racing Troisvierges    |
| Oberkorn                    | 3 − 3 (dts) | Orania Vianden         |
| Old Boys Consdorf           | 3 − 2       | US Esch                |
| Racing Rodange              | 0 − 3       | Pétange                |
| Rapid Neudorf               | 1 − 3       | Daring Echternach      |
| Red Black Pfaffenthal       | 2 − 1       | The Belval Belvaux     |
| Red Star Merl               | 4 − 2       | Jeunesse Biwer         |
| Sanem                       | 2 − 3       | Hostert                |
| The National Schifflange    | 6 − 0       | Arantia Berdorf        |
| Young Boys Diekirch         | 2 − 4       | Arminia Weidingen      |

### Sedicesimi di finale
•Entrano in lizza le squadre di Division Nationale.
| Squadra 1                | Risultato   | Squadra 2            |
| ------------------------ | ----------- | -------------------- |
| 1° novembre 1969         |             |                      |
| Arminia Weidingen        | 2 − 0       | Tetange              |
| Blue Boys Muhlenbach     | 0 − 5       | Red Star Merl        |
| Daring Echternach        | 1 − 2       | Mondorf              |
| Etzella Ettelbruck       | 5 − 3       | Stade Dudelange      |
| Fola Esch                | 1 − 9       | Spora Luxembourg     |
| Grevenmacher             | 1 − 0       | Aris Bonnevoie       |
| Jeunesse Hautcharage     | 5 − 0       | Gold a Ro't Wiltz    |
| Jeunesse Schieren        | 1 − 5       | Sporting Bettembourg |
| Jeunesse Wasserbillig    | 1 − 0       | Progrès Niedercorn   |
| Koeppchen Wormeldange    | 0 − 2       | Union Luxembourg     |
| Mertert                  | 2 − 1       | US Dudelange         |
| Orania Vianden           | 2 − 3       | Jeunesse Esch        |
| Pétange                  | 1 − 0       | Avenir Beggen        |
| Red Black Pfaffenthal    | 1 − 5       | Rumelange            |
| The National Schifflange | 1 − 2       | Red Boys Differdange |
| Old Boys Consdorf        | 1 − 1 (dts) | Hostert              |

| Squadra 1                   | Risultato | Squadra 2         |
| --------------------------- | --------- | ----------------- |
| 5 novembre 1969 (Spareggio) |           |                   |
| Hostert                     | 7 − 1     | Old Boys Consdorf |

### Ottavi di finale
| Squadra 1             | Risultato | Squadra 2          |
| --------------------- | --------- | ------------------ |
| 2 gennaio 1970        |           |                    |
| Arminia Weidingen     | 6 − 2     | Mertert            |
| Jeunesse Esch         | 3 − 0     | Etzella Ettelbruck |
| Jeunesse Hautcharage  | 2 − 0     | Red Star Merl      |
| Jeunesse Wasserbillig | 0 − 1     | Spora Luxembourg   |
| Red Boys Differdange  | 5 − 2     | Mondorf            |
| Rumelange             | 4 − 1     | Hostert            |
| Sporting Bettembourg  | 0 − 1     | Union Luxembourg   |
| Grevenmacher          | 2 − 2     | Pétange            |

| Squadra 1                  | Risultato | Squadra 2    |
| -------------------------- | --------- | ------------ |
| 5 gennaio 1970 (Spareggio) |           |              |
| Pétange                    | 3 − 0     | Grevenmacher |

### Quarti di finale
| Squadra 1            | Risultato   | Squadra 2         |
| -------------------- | ----------- | ----------------- |
| 5 aprile 1970        |             |                   |
| Jeunesse Hautcharage | 1 − 2 (dts) | Jeunesse Esch     |
| Red Boys Differdange | 3 − 0       | Arminia Weidingen |
| Spora Luxembourg     | 1 − 2       | Rumelange         |
| Union Luxembourg     | 5 − 2       | Pétange           |

### Semifinali
| Squadra 1            | Risultato   | Squadra 2        |
| -------------------- | ----------- | ---------------- |
| 7 maggio 1970        |             |                  |
| Red Boys Differdange | 2 − 1       | Jeunesse Esch    |
| Rumelange            | 0 − 1 (dts) | Union Luxembourg |

### Finale
| Arbitro: | Frantzen |

|           |           |  |
| Braun 26’ | Marcatori |  |

| Union Luxembourg | Red Boys Differdange |

### Formazioni
| Union Luxembourg |    |                    |  |     |  |
|                  |    |                    |  |     |  |
| POR              | 1  | Roland Pletschette |  |     |  |
| DIF              | 2  | Aly Grüneisen      |  |     |  |
| DIF              | 3  | Mathias Ewen       |  |     |  |
| DIF              | 4  | René Schneider     |  |     |  |
| DIF              | 5  | Jacques Mousel     |  |     |  |
| DIF              | 6  | Aloyse Portz       |  |     |  |
| CEN              | 7  | Guy Bernardin      |  |     |  |
| CEN              | 8  | Jean Hemmerling    |  |     |  |
| ATT              | 9  | Jean-Paul Martin   |  |     |  |
| ATT              | 10 | Nico Braun         |  | 26’ |  |
| ATT              | 11 | Pierre Weis        |  |     |  |
| A disposizione:  |    |                    |  |     |  |
| Allenatore:      |    |                    |  |     |  |
| Benny Michaux    |    |                    |  |     |  |

| Red Boys Differdange |    |                             |  |  |  |
|                      |    |                             |  |  |  |
| POR                  | 1  | Jean-Paul Hostert           |  |  |  |
| DIF                  | 2  | Louis Chiuminatto           |  |  |  |
| DIF                  | 3  | Robert Weis                 |  |  |  |
| DIF                  | 4  | René Flenghi                |  |  |  |
| DIF                  | 5  | Jean Welter                 |  |  |  |
| DIF                  | 6  | Jean Calmes                 |  |  |  |
| CEN                  | 7  | Henri Damme (62'Alain Heck) |  |  |  |
| CEN                  | 8  | Nico Stocklausen            |  |  |  |
| ATT                  | 9  | Johny Kirsch                |  |  |  |
| ATT                  | 10 | Gilbert Dussier             |  |  |  |
| ATT                  | 11 | Marcel Barthel              |  |  |  |
| A disposizione:      |    |                             |  |  |  |
| Allenatore:          |    |                             |  |  |  |
| Albert Adams         |    |                             |  |  |  |